# جاوید حسین‌اف
جاوید حسین‌اف (ترکی آذربایجانی: Cavid Hüseynov؛ زادهٔ ۹ مارس ۱۹۸۸) بازیکن فوتبال اهل جمهوری آذربایجان است.
از باشگاه‌هایی که در آن بازی کرده‌است می‌توان به باشگاه فوتبال باکو، باشگاه فوتبال توران توووز، باشگاه فوتبال شوالان، باشگاه فوتبال نفتچی باکو، باشگاه فوتبال مویک باکو، باشگاه فوتبال قبله، باشگاه ورزشی آدانا دمیرسپور، باشگاه فوتبال زیره، و باشگاه فوتبال شماخی اشاره کرد.
وی همچنین در تیم ملی فوتبال جمهوری آذربایجان بازی کرده‌است.